# Cleistanthus pseudopodocarpus
Cleistanthus pseudopodocarpus là một loài thực vật có hoa trong họ Diệp hạ châu. Loài này được Jabl. mô tả khoa học đầu tiên năm 1915.